# ستيل نوفال
نادي ستيل نوفال هو نادي كرة قدم من جزر القمر ينتمي لمدينة سيما بجزيرة أنجوان، جزر القمر. يلعب حاليًا في دوري جزر القمر الممتاز.

## الإنجازات
- دوري جزر القمر الممتاز:

الوصافة (1): 2008/09
- كأس جزر القمر

البطولة (1): 2012
- بطولة أنجوان

البطولة (2): 2009، 2011

## المشاركات في البطولات العربية
- البطولة العربية للأندية: مشاركة واحدة

2012-13 – الدور التمهيدي الثاني

## روابط خارجية
- Lista de Copas
- futbol24.com
- Lista de Campeones
- soccerway.com